# Якість інформації
Якість інформації (Information/Data quality) — сукупність властивостей, що відображають, ступінь придатності конкретної інформації або даних про об'єкти і їхній взаємозв'язок, для досягнення цілей, що стоять перед користувачем.
Якість інформації визначається такими показниками:
- репрезентативність;
- змістовність;
- повнота (достатність);
- доступність;
- актуальність;
- своєчасність;
- стійкість;
- достовірність;
- цінність.

Якість інформації пов'язана з поняттями властивості та корисності інформації. Властивість визначає об'єктивні сторони об'єкту без оцінювання важливості цих властивостей для споживача, а корисність — здатність інформації приносити користь та задовольняти конкретного споживача.